# Anastasija Sawina
Anastasija Siergiejwna Sawina, ros. Анастасия Сергеевна Савина (ur. 18 marca 1992 w Moskwie) – rosyjska szachista, arcymistrzyni od 2010, posiadaczka męskiego tytułu mistrza międzynarodowego od 2011 roku.

## Kariera szachowa
Wielokrotnie reprezentowała Rosję na mistrzostwach świata i Europy juniorek w różnych kategoriach wiekowych, zdobywając dwa medale: srebrny (Peñiscola 2002 – ME do 10 lat) oraz brązowy (Herceg Novi 2008 – ME do 16 lat). Była również wielokrotną medalistką mistrzostw Rosji juniorek, m.in. złotą w kategorii do 18 lat (2009).
Normy na tytuł arcymistrzyni wypełniła w Moskwie (dwukrotnie: 2008 i 2009 – II m. t turnieju World Chess Tour, za Rasetem Ziatdinowem, przed m.in. Igorem Glekiem i Rufatem Bagirowem) oraz Sierpuchowie (2009, dz. II m. za Pawłem Łomako, wspólnie z Wiktorem Kuprejczykiem). W 2009 r. zdobyła również tytuł wicemistrzyni Moskwy. W 2010 r. wystąpiła w drugiej reprezentacji Rosji podczas olimpiady w Chanty-Mansyjsku. W 2012 r. zajęła II m. (za Sopiko Guramiszwili) w Benidormie. W 2013 r. zdobyła srebrny medal (w klasyfikacji drużynowej) letniej uniwersjady w Kazaniu, podzieliła II m. (za Evą Moser, wspólnie z Anne Haast) w Wiedniu oraz podzieliła I m. (wspólnie z Sopiko Guramiszwili) w Linares. W 2014 r. zajęła II m. (za Deimantė Daulytė) w Corbas.
Najwyższy ranking w dotychczasowej karierze osiągnęła 1 maja 2010 r., z wynikiem 2412 punktów zajmowała wówczas 60. miejsce na światowej liście FIDE.